# 아메데 쿠르베
아메데 쿠르베(프랑스어: Amédée Courbet, 1827년 6월 26일 ~ 1885년 6월 11일)는 19세기 프랑스 해군의 제독이다. 특히, 베트남과 청나라, 중화민국 등 아시아에서 활약했다. 당시 최고의 공대에 해당하는 에콜 폴리테크니크의 졸업생이었다.

## 생애
쿠르베는 1827년 프랑스 솜주의 아브빌에서 3남매 중 막내로 태어났다. 쿠르베가 9살 때 아버지가 돌아가 셨다.
1880년부터 1882년까지 뉴칼레도니아 총독을 지냈다. 1883년, 통킹에서 해군 부대의 지휘관이 되었다. 쿠르베는 황제의 후계 다툼으로 혼란한 베트남 응우옌 왕조 수도 후에를 포격하고 안남을 프랑스의 보호국으로 삼았다.
1884년, 쿠르베는 중국에 있는 프랑스군 전부를 지휘하여 프랑스 극동 함대를 조직하여 청불전쟁을 맞았다. 1884년, 마강해전에서 쿠르베는 청나라의 복건함대를 물리치고 복주선정국을 파괴했다. 또한, 대만을 침공하여 봉쇄하고, 펑후제도를 점령하였고, 대만 남부의 기륭을 1884년 10월 1일부터 1885년 7월까지 점거했다.
쿠르베는 청나라 흑기군과의 강화를 정한 톈진 협약이 체결된 이틀 뒤인 1885년 6월 11일에 대만에서 사망했다.

## 기타
대만 남부, 기륭의 대사만은 쿠르베가 이끌었던 프랑스군의 상륙지이며, 일제 강점기에는 ‘쿠르베 해변’이라는 해변이 있었다.

## 같이 보기
- 장패륜
- 마강해전